# Гундинци
Гундинци (на хърватски: Gundinci) е община в Бродско-посавска жупания, Хърватия. Единственото населено място в общината е село Гундинци.
Според преброяването от 2011 г. има 2027 жители, 99,7 % от които хървати.